# داور كوفي
داور فاديموفيتش كوفي (بالأبخازية: Даур Вадим-иҧа Ақаҩба)‏، (بالروسية: Даур Вадимович Кове)‏؛ (و. 15 مارس 1979 في سوخومي -) وزير خارجية أبخازيا الحالي.